# Клоссовска, Баладина
Баладина Клоссовска, польск. Balladyna Kłossowska, урожд. Элизабет Доротея Шпиро (Elisabeth Dorothea Spiro; 21 октября 1886, Бреслау — 11 сентября 1969, Париж) — немецкая и французская художница еврейского происхождения.

## Биография и семья
Родилась в семье кантора Синагоги у белого аиста в Бреслау Абрахама Бер-Шпиро (1833—1903). Сестра американо-немецкого художника Ойгена Шпиро (1874—1972). Супруга польского художника, историка искусств и писателя Эрика Клоссовски (1875—1949). Мать художника Бальтюса (Бальтазара Клоссовски, 1908—2001) и писателя, философа и художника Пьера Клоссовски (1905—2001). После вступления в брак приняла имя «Баладина Клоссовска» (из драмы Юлиуша Словацкого). Затем супруги переезжают в Париж, где и рождаются оба её сына. После начала Первой мировой войны Баладина, как подданная Германии, вынуждена покинуть Францию, и с сыновьями переезжает в Швейцарию. Здесь она живёт первоначально в Берне, а затем в Женеве. В 1917 году она разводится с мужем. В 1919 году знакомится с поэтом Райнером Мария Рильке, становится его музой и любовницей. Связь Рильке и Баладины продолжалась плоть до смерти поэта в 1926 году. В переписке Рильке с ней, опубликованной в 1954 году, поэт называет Баладину своей «Мерлиной». В 1921 году она вместе с сыновьями приезжает в Берлин, в 1924 году возвращается в Париж. Последние годы жизни Баладина провела в бедности, в зависимости от материальной помощи друзей и знакомых. Художественное творчество Б. Клоссовской находилось под влиянием французской живописи, в частности Пьера Боннара.
Скончалась в Париже, похоронена там же на кладбище Баньё.